# Eucalyptus cameronii
Eucalyptus cameronii är en myrtenväxtart som beskrevs av William Faris Blakely och Mckie. Eucalyptus cameronii ingår i släktet Eucalyptus och familjen myrtenväxter. Inga underarter finns listade i Catalogue of Life.